# 1662
| 1662               |
| ------------------ |
| Dødsfald - Fødsler |
| • Begivenheder     |

| Gregoriansk kalender | 1662 MDCLXII            |
| Ab urbe condita      | 2415                    |
| Armensk kalender     | 1111 ԹՎ ՌՃԺԱ            |
| Kinesiske kalender   | 4358 – 4359 辛丑 – 壬寅 |
| Etiopisk kalender    | 1654 – 1655             |
| Jødisk kalender      | 5422 – 5423             |
| Hindukalendere       |                         |
| - Vikram Samvat      | 1717 – 1718             |
| - Shaka Samvat       | 1584 – 1585             |
| - Kali Yuga          | 4763 – 4764             |
| Iransk kalender      | 1040 – 1041             |
| Islamisk kalender    | 1073 – 1074             |

Konge i Danmark: Frederik 3. – 1648-1670
Se også 1662 (tal)

## Begivenheder
- Danmarks første matrikel udarbejdes.
- 19. februar – Ved en kongelig ordre skifter de 49 danske og norske len navn til amter.
- 16. april – Connecticut erklæres for britisk koloni.
- 27. oktober – Charles 2. af England sælger Dunkerque til Frankrig.

## Født
- 30. april – Maria 2. af England, dronning af England 1689 – 1694.

## Dødsfald
- 19. august - Blaise Pascal, fransk matematiker og fysiker, som lagde grunden til sandsynlighedsregningen (født 1623).